# Annen-Mitte-Nord
Annen-Mitte-Nord ist ein Stadtteilbezirk von Annen, einem Stadtteil von Witten, Nordrhein-Westfalen. Er hatte am 31. Dezember 2015 insgesamt 5991 Einwohner.

## Definition

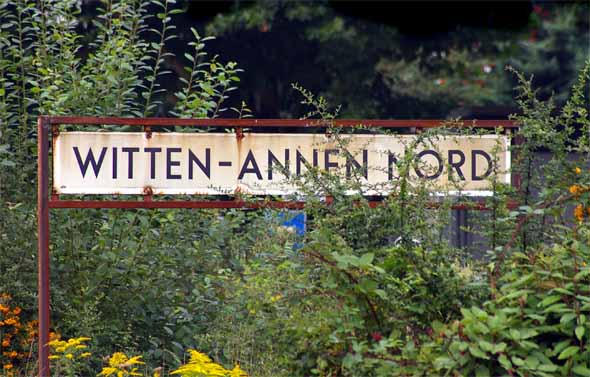
Schild an S-Bahn-Station: Der einzige sichtbare Hinweis auf die Bezeichnung Annen-Nord in Witten-Annen

Bei der Bezeichnung Annen-Mitte-Nord handelt es sich um ein verwaltungstechnisches Konstruktum. Zusammen mit dem Bezirk Annen-Mitte-Süd bildet Annen-Nord, so die umgangssprachliche Bezeichnung, die Mitte des größten Wittener Stadtteils, womit beide zusammen in der öffentlichen Wahrnehmung auch den Stadtteil Annen bilden. Annen besteht zwar in Gänze aus sieben, teilweise sehr unterschiedlichen Ortsteilen, aufgrund der massiven Ansiedlung von Einzelhandel, Discountern, Dienstleistern und auch mittelständischen Unternehmen in den beiden Ortsteilen, sowie der Bebauung im gesamten Umfeld beider Bezirke, gelten Annen-Nord und Annen-Süd als eine Einheit. Dies entspricht dem historischen Wachsen von Annen vor allem in der zweiten Hälfte des 19. Jahrhunderts. 
Dass überhaupt eine Gemarkung der Mitte von Annen in Annen-Mitte-Nord (beziehungsweise Annen-Nord) und Annen-Mitte-Süd (besser gesagt Annen-Süd) in zwei Ortsteile stattgefunden hat, geht vermutlich auf den Bau zweier Eisenbahnstrecken zurück. Neben der heute noch in Betrieb befindlichen Strecke der S-Bahn-Linie S5, führte zwischen 1880 und 1982 die volkstümlich Rheinischer Esel genannte Verbindung von Langendreer nach Löttringhausen durch Annen. Das Gebiet südlich der Strecke wurde Annen-Süd zugeordnet, das Gebiet nördlich davon Annen-Nord. Annen-Süd wurde zum größten Teil erst nach 1950 erschlossen. Es ist geprägt durch Ein- und Zweifamilienhausbebauung.  Annen-Nord, war bis in die Mitte der 1920er durch Zechen und deren Zulieferer geprägt. Nach dem Zechensterben wurde insbesondere die Betriebsflächen der Zechen zu Grünflächen und Wohngebieten umgewandelt. 
Im Gegensatz zu dem Begriff Annen-Süd, der offiziell de facto nicht vorkommt, hat der Begriff Annen-Nord in Form des S-Bahn-Haltepunktes Witten-Annen-Nord einen Bezugspunkt. Da es seit 1982 allerdings keinen Bahnhof Annen-Süd mehr gibt, ist der Bahnhofsname Witten-Annen-Nord der einzige sichtbare Hinweis auf die Unterteilung von Annen-Mitte in einen Nord- und einen Südteil. Witten-Annen-Nord ist, vom Hauptbahnhof in der Wittener City abgesehen, der einzige S-Bahn-Haltepunkt in Witten. Bis Mitte der 1980er-Jahre gehörte zu dem Haltepunkt noch ein richtiger Bahnhof. Der aber wurde abgerissen, an seiner Stelle befindet sich heute ein Kaufring-Kaufhaus. Seit 2006 ist es auch aus eisenbahnbetrieblicher Sicht nur noch ein Haltepunkt.
Im Planungsamt der Stadt Witten gibt es Überlegungen, die Linie S5 durch eine Straßenbahnlinie zu ersetzen. Durch diese Umwandlung könnte zum einen die Wirtschaftlichkeit der Strecke durch mehr Haltepunkte verbessert werden, zum anderen gelten vereinfachte Vorschriften für die Bahnanlagen, so dass mehr Bahnübergänge und eine veränderte Linienführung (z. B. Wengern-Bommern oder Schleife Uni-Dortmund) möglich wird. Voraussetzung ist dabei die Zustimmung der Bundes und der Stadt Dortmund. Da die S5 wegen ihrer Unwirtschaftlichkeit schon mehrfach stillgelegt werden sollte, hängt dieses Vorhaben u. a. davon ab, ob die Bahn diesen Streckenabschnitt als Reserve benötigt.

## Kultur und Sehenswürdigkeiten

### Sehenswürdigkeiten
- In Annen-Mitte-Nord befinden sich die katholische und die evangelische Kirche von Annen. Die St. Josefskirche (kath.) wurde 1904 eingesegnet. Am 1. Januar 1913 erfolgte die Erhebung zur eigenen Pfarrei. Bereits zwischen 1872 und 1874 wurde die Erlöserkirche (ev.) errichtet.
- Annener Marktplatz mit der Skulptur Marktfrau sowie einem Denkmal für die gefallenen Soldaten des Krieges von 1870/71.

### Sportvereine und -einrichtungen
- Hallenbad
- Sportzentrum Kälberweg mit jeweils eigenen Einrichtungen für Judo, Ringen, Sportkegeln, Tanzen, Tennis, Minigolf sowie begleitender Infrastruktur wie Sauna, Fitness- und Massageräume